# 로버트 루드
바비 루드(Bobby Roode), 또는 로버트 루드(Robert Roode)는 본명 로버트 에프 바비 루드 주니어(Robert F. "Bobby" Roode Jr., 1977년 5월 11일 ~ )는 캐나다 남자의 출신의 프로레슬링선수다. 1998년 프로레슬링 입문했고 WWE에 입단하기전 TNA에서 활동하다가 2016년부터 NXT에서 활동을 마치고 현재 WWE 스맥다운 소속의 프로레슬링선수다. 피니쉬는 글로리어스 밤(펌프핸들 드롭), 글로리어스 DDT(스피닝 DDT), 노던 레리어트(래리어트 오브 백 헤드), 페이 오프(브릿지 피셔맨 수플렉스), 루드 밤(파이어맨즈 캐리 넥브레이커 슬램), 후지와라 암바, 암 트랩 크로스페이스, 스피어(스피어는 준피니쉬라서 자주 사용을 한다.)8가지를 사용하고 시그네처 무브는 더블 니 드롭, 더블 니 벡브레이커, 더블R 스파인버스터(스피닝 스파인버스터)3가지를 주로 사용한다.

## TNA에서 첫 활동
TNA에서 팀 캐나다라는 멤버로 등장을 했다. 당시 멤버로는 리더인 테디 하트를 중심으로 코치이자 매니저인 스캇 디어모어 잭 에반스, 쟈니 디바인 그리고 피티 윌리엄스로 시작이 되었다. 당시 TNA에 있었던 이벤트인 World X Cup 후에, 테디 하트가 탈퇴를 하고 리더 자리를 피티 윌리엄스가 꿰찼고 부족한 멤버자리를 에릭 영과 같이 메꾸면서 TNA에 데뷔를 했다. 당시 루드의 캐릭터는 80년대 포 호스맨의 안 앤더슨처럼 심판관 (행동대장 비슷한 역할)으로써 다양한 선수들과 대립을 가졌는데 팀으로써는 주로 3LK 와 대립을 가졌고 루드는 에릭 영과 팀을 이뤄 주로 경기를 가지는 것은 물론이고 NWA-TNA 태그팀 챔피언을 2회 획득한 적도 있다. 싱글 대립으로써는 제프 하디를 꺾는 등 꽤나 푸시를 잘 받았었다. 그 시기쯤에 팀 캐나다는 부상당한 자니 디바인의 역할을 대신할 A-1을 영입함과 동시에 당시 월드 헤비급 챔피언을 장기간 방어하면서 최종보스로 군림하던 제프 제럿의 팀과 연합을 맺게 되면서 최고의 악역 연합군이 탄생했다. 팀 캐나다와 그 멤버들의 주가 상승은 말할 필요도 없었다. 그 이후 크리스챤 케이지가 TNA에 등장을 하고 그에게 관심을 가진 코치 스캇 디어모어와 같이 세그먼트 중간에 난입해 악역으로써의 마이크웍을 선보였다. 크리스찬은 제대로 확답을 주지 않고 세그먼트를 마쳤고 같은 날 메인 이벤트 경기 이후 팀 캐나다와 제프 제럿 팀의 연합군에게 공격을 받고 있던 선수들을 구해주러 왔을 줄 알았으나 스캇과 포옹을 나누면서 팀 캐나다에 입단......인 줄 알았으나 그대로 언프리티어를 작렬한 뒤 선수들을 구해주면서 팀 캐나다는 크리스찬 케이지를 영입하지 못했다. 그 이후 팀 캐나다는 3LK의 해체 이후에는 팀 3D와 장기간 대립을 가졌고 타이슨 덕스 등을 영입하면서 2006에 열린 X Cup에도 출전했으나 또 준우승을 해버렸다 콩나다 멤버는 9명 가까이 되었었기 때문에 꽤나 큰 스테이블이라고 할 수 있었던 팀 캐나다였지만 초대 리더였던 테디 하트, 잭 에반스, 타이슨 덕스 등은 World X Cup을 위해서 잠시동안 뭉쳤던 멤버들이었고 자니 디바인은 장기 부상으로 출장을 하지 못했었기 때문에 실질적인 멤버는 2대 리더인 피티 윌리엄스, 루드, 에릭 영 그리고 A-1과 매니저 스캇 디아모어가 전부였다. 그렇게 팀 3D와의 장기대립 그리고 당시 X 디비젼 챔피언이었던 피티와 제이 리썰의 대립의 종지부를 찍기 위해서 8명 태그팀 매치를 가졌다. 이 경기의 조건은 팀 캐나다가 질 경우 팀 캐나다의 해체가 걸려 있었기 때문에 팀 캐나다의 입장에서는 무조건 이겨야 하는 경기. 그 경기의 2주 전에 당시 운영을 총괄하던 짐 코넷은 이미 팀 캐나다의 해체를 발표한 적이 있지만 스캇 디어모어와 멤버들의 요청으로 경기를 이길 경우에는 해체는 없던 일로 하는 걸로 했다. 결국 팀의 운명과 장기간 대립의 운명이 한 경기에 갈리게 되는 것. 팀 캐나다는 분투했으나 결국 팀 3D, 라이노 그리고 제이 리썰에게 패배를 당하게 된다. 스캇 디어모어는 빅토리 로드 PPV에서 마지막 팀 캐나다 멤버들을 불러내 바비 루드에게는 차기 TNA 월드 헤비급 감이라는 칭찬을 피티 윌리엄스에게는 X디비젼의 현재이자 미래라는 칭찬을 A-1에게는 파워하우스의 장점을 가진 인재라는 칭찬을 했지만 경기에서 핀을 당한 에릭 영에게는 신랄한 비판을 날렸다. 그렇게 난입을 하면서 악역의 색깔을 제대로 보여줬던 TNA의 팀 캐나다는 해체의 길을 걷게 된다 그러다가 팀 캐나다 해체 이후에는 자신을 가장 핫한 FA라고 칭하면서 여러 매니저들을 대동하며 TNA 월드 헤비급 챔피언 도전의 스토리를 걷게 되었으나 번번히 실패. 마지막으로 트레이시 브룩스를 매니저로 성공적으로 영입하며 그녀를 루드 주식회사의 CEO로 임명시킨다. 그러면서 바비루드에서 이름을 로버트 루드로 바꾸게 되었다. 그리고 트레이시 브룩스를 이용해 에릭 영을 자신의 직원으로 영입하면서 악역 이미지를 유지하기도 했다. 에릭 영이 들고 일어서면서 대립이 시작되었고 에릭 영은 자신의 친구와 함께 맞서 싸울 것이라고 발표했고 락다운 PPV에서 피티 윌리엄스와 같이 나와서 루드와 1대1 경기를 가졌다. 허나, 루드는 이미 피티 윌리엄스를 자신의 편으로 데리고 온 후였고 결국 영은 피티의 배신으로 패하고 만다. 그 이후에, 영은 자신의 친구는 피티가 아니었으며 그는 제프 제럿(!) 이라고 발표했다. 선역 제프제럿을 새크리파이스 PPV에서 꺾고 다음달 PPV에서 에릭 영과 마지막 경기를 가지기도 했는데, 처음에는 철제 의자로 심판 몰래 공격 후 핀폴을 따냈으나 짐 코넷이 경기를 재시작했고 기습 크레이들 핀으로 경기를 패하게 된다. 그 이후, 로버트 루드는 트레이시 브룩스와 함께 Christian's Coalition에 들어가 어비스 그리고 스팅과의 단기 대립을 하기도 했다. 그 이후 카자리안과 경기를 가지면서 트레이시 브룩스와의 불화를 보이기도 했으나 그렇게 좋지 않은 반응 덕에 흐지부지 다시 관계를 유지하기도 했다. 그 이후, 다시 크리스찬 케이지와 팀을 맺어 당시 갓 TNA에 입단한 부커 T와 대립을 가지기 시작했는데 한물 간 퇴물이라는 조롱을 일삼으며 부커 T와 그의 아내 샤멜을 괴롭혔다. 그 이후, 트레이시 브룩스와 다시 불화가 생기고 깨지게 되었고 새로운 매니저를 영입했으나 실상 성적이 좋지 않음으로써 싱글 레슬러로써의 로버트 루드의 가치는 조금씩 내려가는 듯 했다 그러던 와중에 제임스 스톰과 비어 머니.Inc라는 이름의 태그팀으로 활동하면서 본격적으로 이름을 알리기 시작한다. 처음에는 재클린을 매니저로 두면서 악역 태그팀으로써 맹활약을 했다. 스톰의 경기력과 루드의 마이크웍 실력 그리고 두 사람의 케미가 잘 맞아떨어지기 시작했고 관중들도 미적지근했던 반응에서 비어 머니에게 적극적으로 반응을 하면서 루드의 커리어는 다시 살아나기 시작했다. 비어 머니의 주 대립 상대는 LAX, ], 팀 3D, 브리티쉬 인베이젼 그리고 모터 시티 머신 건즈였고 맷 모건과 어비스의 태그팀과도 대립을 주로 가졌다. 두 명의 모습은 선역이었을 때와 악역이었을 때 모두 좋은 모습을 보였고 선역일 때는 언더독이면서도 정감가는 옆집 아저씨들 같은 모습으로 악역일 때는 반칙과 난입을 일삼는 전형적인 악역 태그팀으로 인기를 모음과 동시에 TNA의 최고 태그팀 얘기를 하면 무조건 탑 5안에 들어갈 정도로 성적이 좋았다. 2011년 챔피언을 획득한 이후로는 역대 최장기간 TNA 태그팀 챔피언 기록을 세울만큼 태그팀계에서는 적수가 없을 정도로 성적이 좋았다. TNA의 헐크 호건과 에릭 비숍 영입 이후 스토리 라인의 비중이 부쩍 줄어든 비어 머니는 경기를 가지지 못하다가 릭 플레어와 AJ 스타일스가 만든 포 호스맨의 재림 스테이블 포츈의 창단 멤버중 한 명으로 다시 주목을 받기 시작한다. 당시 멤버로는 리더 릭 플레어, AJ 스타일스, 카자리안, 비어머니, 맷 모건, 일일 멤버인 크리스토퍼 다니엘스 그리고 당시 X 디비젼 챔피언이었던 더그 윌리엄스가 있었다. 초반에는 ECW의 TNA 버젼이었던 EV 2.0과 대립을 가졌다. 그와 동시에 헐크 호건과 에릭 비숍이 만든 악역 스테이블 임모탈과 연합을 하면서 말 그대로 팀 캐나다-제프 제럿 행성 연합 잠깐이나마 있었던 메인 이벤트 마피아-월드 엘리트 연합 이후 악역 스테이블들의 연합이 생겼다. 하지만 갈수록 임모탈 멤버들의 반응이 시들해져가고 포츈 멤버들의 활약상이 크게 높아져가자 포츈의 선역 전환을 이끌어냈다. 중요한 세그먼트를 하게 된다. 바로 임모탈의 수장이었던 헐크 호건에게 직접적으로 말을 하게 된 것. 물론 실제로 슛이 아니라 각본에 의해서 나온 세그먼트이지만 당시 거의 전권을 쥐고 있던 호건에게 맞서는 루드의 말빨이 만개하는 것은 물론이고 당시 헐크호건에게 각본상 해고당한 제이 리썰, 그리고 TNA에 대한 감정을 내비추는 모습에 감동까지 전해주면서 포츈에는 AJ 스타일스만 있다라는 당시 반응을 물리치기에는 충분했다. 그리고 이 시점에서 다시 이름을 본명인 로버트 루드에서 바비 루드로 돌아갔다. 그리고 212일의 장기 집권의 태그팀 타이틀은 헤르난데스와 아나르키아의 팀인 멕시칸 아메리카에게 뺏기고 만다. 허나, 212일이라는 장기 집권을 하면서 보여준 루드와 스톰의 모습은 TNA 팬들에게 인상을 제대로 심어주었다. 그렇게 상승곡선을 그리던 루드는 심지어 바운드 포 글로리 시리즈의 상위 4명까지 올라가게 된다. 결국 불리 레이와 동점이 된 루드는 레이를 경기에서 이기게 되면서 바운드 포 글로리에서 챔피언인 커트 앵글에게 도전할 자격이 주어지게 된다. 허나, 악역인 앵글은 바로 도전을 받아들이지 않고 그가 포츈의 나머지 멤버 (다니엘스, AJ 스타일스, 카자리안 그리고 제임스 스톰)들을 이기고 올라온다면 타이틀 도전권을 주겠다는 말을 하였다. 그 제안을 받아들인 루드는 경기 포기를 선언한 다니엘스를 포함해 모든 선수들을 제압하고 바운드 포 글로리 2011에서 앵글과의 경기를 가졌으나 패하고 말았다. 팔이 로프 밑에 있었는데도 심판은 이미 앵글의 승리를 선언한 것. 설상가상 챔피언 앵글은 재경기를 거부하면서 문제가 생겼다. 헬프미호건으로 지금까지 회자되는 바운드 포 글로리 2011의 가장 큰 두가지 오점중 하나로 뽑히고 루드도 이대로 끝인가 했는데... 당시 가장 각본상 권한이 많던 스팅이 제임스 스톰에게 챔피언 도전권을 주고 루드에게는 사모아 죠와의 경기를 실시해 승자끼리 다음주 임팩트에서 경기를 가지는 걸로 정리했다. 루드는 분전 끝에 죠를 꺾고 다시 챔피언 도전권을 획득했고 태그팀 파트너이자 친구인 스톰은 앵글을 꺾고 TNA 월드 챔피언에 등극하게 되면서 비어 머니 Inc.의 팀원들끼리의 경기가 성사되었다. 그대로 친구이자 파트너였던 스톰을 맥주병으로 가격하고 새로운 월드 챔피언에 등극한다 그와 동시에 악역 전환을 함은 물론이고 포츈도 탈퇴하게 된다. 그대로 다음주에 재경기를 가졌으나 백스테이지에서 그를 공격한 후 비겁하게 재경기에서 승리를 거두면서 그대로 승리를 가져갔고 그 이후에는 포츈의 멤버였던 AJ 스타일스와의 경기를 가졌고 승리하게 된다. 다음달에는 30분 아이언맨 매치로 재경기를 가졌고 3대3 접전 끝에 서든 데스 방식으로 경기는 다시 재개되었고 그 경기마저 승리하면서 루드의 방어기간이 이어지는 것은 물론이고 조금씩 그의 힘이 커지기 시작했다. 그 이후 제프 하디와의 방어전을 치뤘으나 불리 레이의 난입으로 노 콘테스트 처리되었고 곧바로 복귀한 스톰까지 합류하여 4자간 경기로 타이틀을 방어했는데 분투끝에 승리를 가져가게 된다. 그 이후에는 당시 GM이었던 스팅을 조롱해 그가 링 복귀를 하게 만들었고 그를 상대로 방어전을 승리하며 레전드도 TNA의 오리지날과 떠오르는 선수들도 그의 앞을 막을 수는 없어보였다. 그 이후에 랍 밴 댐, 스팅, AJ 스타일스, 제임스 스톰 그리고 미스터 앤더슨까지 걸출한 도전자들을 모두 방어하며 종전 기록이었던 AJ 스타일스의 211일의 월드 헤비급 타이틀 방어 기록을 갱신했다. 이 때, 헤비급 디비젼이 아닌 X 디비젼에서 신성이 나타나게 되는데 바로 오스틴 에리즈. 브라이언 켄드릭에게서 챔피언을 가져온 후 301일이라는 루드보다 더 긴 방어 기록을 갖추면서 많은 선수들을 이기며 유명세를 쌓아온 그가 당시 GM이었던 헐크 호건의 권한으로 월드 헤비급 챔피언 도전권을 받게 된 것. 그와 동시에 오스틴 에리즈가 Option C라는 것을 만들어내면서 X 디비젼 챔피언 반납 후 월드 챔피언에 도전하게 된다. 루드는 그런 에리즈와 X 디비젼 챔피언을 무시하며 자신의 챔피언 방어를 다짐하듯이 얘기했다. 그리고 대망의 PP V데스티네이션 X에서 루드는 결국 길고 긴 혈투 끝에 에리즈에게 로우킥에 이은 브레인 버스터를 맞고 256일간의 대장정을 마무리하고 TNA 월드 챔피언 자리에서 내려오게 된다. 그 이후... 재경기에서 패하고 제임스 스톰의 바운드 포 글로리 시리즈 경기를 망치기도 하고 새로운 월드 챔피언인 제프 하디에게 도전하기도 하는 등 했으나 모두 수포로 돌아가면서 잠시 동안의 부진을 겪게 된다. 바운드 포 글로리 2012에서는 제임스 스톰과의 긴 대립을 마무리하는 스트리트 파이트 매치를 치뤘으며, 맥주병, 압정, 철제의자등을 사용한 말그대로 피철갑의 경기끝에 패배하게 된다. 이 때, TNA 월드 헤비급 재임기간을 마무리 지었던 오스틴 에리즈와 뜻을 같이 하게 된다. 자신들이 챔피언이었던 기간에 감사 한마디 없었으며 당시 TNA를 점거하던 Ace's & Eights에 모든 스포트라이트가 쏠리는 것이 그 이유였다. 두 사람은 차보 게레로와 헤르난데스를 꺾고 새로운 TNA 월드 태그팀 챔피언에 등극하기도 했다. 하지만 80일가량 방어 후 다시 차보와 헤르난데스 팀에게 3전 2선승제 경기에 패하며 타이틀을 내준다. 그 이후 루드와 에리즈는 서로 갈리지고 두 선수 모두 바운드 포 글로리 시리즈 2013에 출전하게 된다. 이 사이에 크리스토퍼 다니엘스 그리고 카자리안과 함께 EGO라는 팀을 결성하게 된다. AJ 스타일스와의 시리즈 점수 10점짜리 경기를 패하면서 시리즈 탈락 확정이 확정된 이후에는 매그너스와 짧은 대립 그리고 커트 앵글과 꽤 오래 대립했는데 승리를 주고받으면서 대립을 하던 두 사람은 2014년 제네시스 PPV에서 커트 앵글이 철창 경기에서 승리하며 끝나게 된다. 이 때 TNA의 회장인 딕시 카터에게서 힘을 빼앗으려 온 투자자 MVP에게서 자신을 도와주기만 한다면 월드 헤비급 챔피언 도전권을 준다는 명목하에 그녀와 연합을 맺기도 했는데 수차례 그녀를 도와줬음에도 그녀가 도전권을 줄 마음이 없자 배신하려고 했으나 락다운 PPV에서 리썰 락다운 경기를 승리한다면 주겠다는 그녀의 부탁에 TNA의 전권을 놓고 벌이는 팀 딕시 대 팀 MVP의 리썰 락다운 경기에 팀 딕시로 참여하게 된다. 결국 패하게 되면서 TNA의 전권은 MVP가 쥐게 되었고 악역이었던 팀 딕시가 패하는 각본으로 루드와 딕시 카터의 연합도 깨지게 된다. 그 이후 선역으로 전환한 그는 당시 TNA 월드 챔피언이었던 에릭 영과 챔피언 경기를 원했으나 비슷한 시기에 악역으로 전환한 MVP가 그를 거부하게 된다. 오히려 자신이 챔피언에 도전하게 되었는데 그 이후 눈엣가시처럼 시비를 걸려는 루드의 모습을 못마땅히 여기고 그에게 무기한 출장정지 처분을 내렸다. 그 이후... 에릭 영이 MVP의 팀에게 공격을 당하고 부상까지 당했을 때 출장정지 처분을 무시한 채 빠르게 달려와 그를 구해낸다. 그 이후 MVP의 운영 방식이 맘에 들지 않았던 TNA 운영진이 새로운 전권을 가진 자로 커트 앵글을 임명했다. 낙동강 오리알 신세가 된 MVP에게 청천벽력 같은 소식이 들어오는데 커트 앵글이 루드의 출장정지 처분을 풀어냈다. 그러면서 루드는 MVP의 팀이자 당시 월드 헤비급 챔피언이었던 래쉴리에게 도전해 한번 더 챔피언을 등극하게 된다. 얼마 가지 않아 타이틀을 빼앗기게 되는데 상황은 래쉴리의 재경기 권한으로 경기를 가지다가 MVP와 케니 킹 그리고 복면의 두 사내의 난입으로 숫적 열세를 극복해내지 못하면서 패했다. 거기에 설상가상으로 친구였던 에릭 영이 의자로 그를 공격하며 악역전환을 하기까지 했다. 그 앙갚음은 2주 후 No DQ 매치에서 그대로 갚아주면서 끝이 났다. 오스틴 에리즈와 다시 팀을 이뤄서 TNA 태그팀 챔피언 울브즈에게 도전하기도 했지만 5전 3선승제 경기에서 2대0에서 2대2까지 따라잡는 접전을 벌였으나 마지막 경기에서 끝내 패하면서 태그팀 챔피언 등극이 물건너가는 시기도 있었다. 제프 제럿의 단체 GFW에 TNA에서 온 침략자라는 컨셉으로 등장해서 GFW 글로벌 챔피언쉽 토너먼트에 출전했으나 결승에서 패하면서 타이틀 획득에 실패. 하지만 TNA 임팩트에서 GFW 소속의 PJ 블랙 을 꺾고 TNA 킹 오브 마운틴 챔피언에 등극하게 된다. 그 이후... 영양가 없는 시간을 보내다 TNA를 나가서 NXT에 출전 이후 다시 돌아온 제임스 스톰과 함께 비어 머니 Inc로 재결합하기도 한다. 그러면서 에릭 영에게 킹 오브 마운틴 챔피언을 빼앗기기도 한다. 그리고 TNA 태그팀 챔피언에 도전했으나 당시 챔피언 울브즈에게 제대로 도전을 해보기도 전에 디케이에게 패하게 되면서 태그팀 챔피언 도전은 물 건너가게 된다. 이후에도 도전하려 했으나 이루어질 수 없었다. 그 이유는 TNA의 계약 종료 이렇게 길고 길었던 바비 루드의 TNA 커리어도 막을 내렸다.

### WWE NXT 이적
2016년 6월 11일 WWE와 계약을 맺어 영국의 ‘다운로드 페스티벌’에서 열린 NXT 라이브 이벤트에서 등장했다. 이에 관중들은 Holy Shit!!챈트로 화답했다.
8월 3일 NXT 방송에서 정식으로 데뷔했다. 이때 세그먼트에서 처음엔 NXT가 미래이고 여기 와서 영광이라며 관중들의 반응을 이끌어내는 선역 마이크웤을 보여주나 싶더니 ‘이런 풀세일 너드들은 꼴도 보기 싫으니 관중석에 대통령이나 경재계 엘리트들을 앉혀놓고 경기를 해야 한다’며 Glorious 기믹을 선보여서 악역이 되었다. 2016년 8월 20일 열릴 테이크오버 :브루클린 2에서 안드라데 '시엔' 알마스 상대로 승리했다. 이 날 최고의 입장씬으로 테마곡에 맞춰 떼창하는 모습이 나카무라 신스케보다 더 호응이 좋았다. 피니쉬 무브가 생각보다 구려서 경기 후 싸늘한 반응도 테마곡 한 번에 전환 2016년 9월 29일 방송에서 타이 딜린저에게 NXT 더스티 로즈 태그팀 클래식에 한 팀으로 참가하자는 제안을 했고, 딜린저가 그 제안을 받아들이나 10월 12일 새니티와의 경기에서 타이 딜린저가 일방적으로 새니티에게 당하는 와중에 바비 루드는 딜린저를 버리고 무대 밖으로 가버리고 NXT 더스티 로즈 태그팀 클래식에서 탈락한다 그 후... 페이탈 4 웨이 넘버원 컨텐더 일리미네이션 매치에서 승리하여 NXT 테이크오버: 샌 안토니오에서 챔피언쉽을 가지게 되었다. 그리고 NXT 테이크오버: 샌 안토니오 당일 후반부에 신스케의 다리 부상을 이용한 끝에 글로리어스 DDT 2방으로 NXT 챔피언에 오르게 된다. 5월 21일에 열린 NXT 테이크오버: 시카고에서 복귀한 히데오 이타미와의 챔피언십에서 글로리어스 DDT 연속 2방으로 방어에 성공한다. 8월에 열린 테이크오버: 브루클린 3에서 드류 맥킨타이어를 상대로 방어전을 가졌다. 글로리어스 DDT를 3번이나 성공 시키지만 전부 킥아웃 하고 드류의 클레이모어를 맞고 챔피언벨트 마저 잃게된다.

### 스맥다운 그리고
2017년 8월 22일 WWE 스맥다운에서 드디어 에이든 잉글리쉬를 상대로 시작한지 3분 5초만에 글로리어스 DDT로 사용을 하며 승리를 거둔후 등장을 하게 된다. 2017년 8월 29일과 10월 3일 WWE 스맥다운에서 마이크 카넬리스를 두번이나 이긴후 연승행진을 이어가고 있다. 그럼에도 불구하고 2017년 9월 26일 WWE 스맥다운에서 돌프 지글러한테 관심이 보이면서 2017년 9월 ~ 10월까지는 돌프 지글러와 대립이 이어졌고 2017년 10월 8일 진행되었던 WWE 헬 인 어 셀 2017에서 돌프 지글러에게 승리를 거뒀다가 지그재그로 당한다. 2017년 10월 17일 WWE 스맥다운에서도 롤업으로 지게 된다. 그러나 2017년 10월 31일 WWE 스맥다운에서도 글로리어스 DDT로 이겨버렸다. 이렇게 종결한다. WWE 서바이버 시리즈 2017에서 끝나고 2017년 11월에서는 배런 코빈이랑 대립을 했지만 아직은 대립이 확정이 되지 않는다. 2017년 12월 5일 WWE 스맥다운에서 상대 배런 코빈을 상대를 하려고 했는데 하필 돌프가 난입을 해서 지그재그로 공격을 당한다.(이어서 배런도 지그재그로 당하고 만다.)WWE 클래쉬 오브 챔피언스 2017에서 쓰리플 매치중에서 타이틀을 도전을 했지만 돌프가 가져가게 된다. 2017년 12월 26일 말쯤이돼서야 WWE 스맥다운에서 이번엔 배런 코빈을 맞붙어 끝내 준결승으로 올라가면서 승리를 얻게 된다. 2018년 1월 16일 WWE 스맥다운 라이브에서 WWE US 챔피언쉽 토너먼트에 참가하여 4강에서는 모조 롤리라는 상대로 승리를 얻게 되었으며 결승전에서는 상대선수로 악역 진더 마할과의 경기끝에 승리하여 첫 WWE US 챔피언 벨트를 갖게되었다. WWE 패스트 레인 2018에서 랜디 오턴이라는 대결을 했지만 US 챔피언을 잃게 되었다. 그리고... 랜디, 진더 2명에게 글로리어스 ddt로 공격을 하면서 링 밖으로 나간다. WWE 레슬매니아 34에서는 트리플 포 웨이매치 중에서 역시나 US 챔피언쉽에서 끝내 타이틀을 획득 하지 못하고 끝내 진더 마할이 가져가게 된다.

### Raw에서 이적
2018년 4월 16일 WWE Raw에서 이적을 하고 상대 5vs5 태그팀 매치에서 미즈투라지(더 미즈, 커티스 액슬, 보 댈러스), 케빈 오웬스, 새미 제인이라는 상대를 했지만 승리를 가져간다!! 그리고는 2018년 4월 ~ 5월까지는 엘리아스라는 대립을 하다가 종결한다. WWE 백래쉬 2018에서는 엘리아스한테 글로리어스 DDT로 공격을 한다. 그리고 그 후... 노 웨이 호세랑 같이 춤을 추기도 했고 링에서 나간다. 2018년 5월 14일 머니 인 더 뱅크 퀄러파잉 매치중에서 결국은 출전을 하게 된다. 2018년 6월 17일 WWE 머니 인 더 뱅크 2018에서는 머니 인 더 뱅크 매치중에서 참가를 했지만 실패를 거둔다. 그러나 게이블과 붙어 다니기 시작을 했고 2018년 12월 10일 WWE Raw에서 WWE Raw 태그팀 챔피언을 얻게 된다!!

## 신체 사항
키는 182.8cm 몸무게는 108.8kg이다.

## 수상
- ACPW 헤비웨이트 챔피언 1회
- ACW 인터내셔널 헤비웨이트 챔피언 1회
- BCW 캔-암 헤비웨이트 챔피언 1회
- BCW 캔-암 태그팀 챔피언 1회 - 피티 윌리엄스
- 마리타임 컵 (2003)
- NWA 사이버페이스 헤비웨이트 챔피언 1회
- NWA 쇼크웨이브 인터넷 챔피언 1회
- PTW 헤비웨이트 챔피언 2회
- 태그팀 오프 더 이열 (2008, 2011) - 제임스 스톰
- PWI 랭크드 힘 #2 오프 더 탑 500 싱글즈 레슬러 인 더 PWI 500 인 2012
- RAW 헤비웨이트 챔피언 4회
- NWA 월드 태그팀 챔피언 2회 - 에릭 영
- TNA 킹 오브 더 마운틴 챔피언 1회
- TNA 월드 헤비웨이트 챔피언 2회
- TNA 월드 태그팀 챔피언 6회 - 제임스 스톰 (5회) , 오스틴 에리즈 (1회)
- 팀 3D 인비테이션널 태그팀 토너먼트 (2009) - 제임스 스톰
- TNA 테그팀 토너먼트 챔피언 시리즈 (2010) - 제임스 스톰
- TNA 태그팀 오프 챔피언스 (2013)
- TWE 헤비웨이트 챔피언 1회
- UWA 헤비웨이트 챔피언 2회
- 워스트 워크트 매치 오프 더 이열 (2006) TNA 리버스 배틀 로얄 온 TNA 임팩트!
- NXT 챔피언 1회
- WWE 유나이티드 스테이츠 챔피언 1회
- WWE RAW 태그팀 챔피언 2회 - 채드 게이블 (1회) , 돌프 지글러 (1회)
- WWE 스맥다운 태그팀 챔피언 1회 - 돌프 지글러
- WWE 24/7 챔피언 1회